# 米洛万·拉科维奇
米洛万·拉科维奇（1985年2月19日—），出生于前南斯拉夫塞尔维亚地区的乌日策，塞尔维亚职业篮球运动员，司职中锋，身高207公分，体重235磅，效力于赛黑联赛的Mega Ishrana俱乐部，在2007年NBA选秀中被达拉斯小牛在第二轮选中。

## 欧洲赛场
拉科维奇曾在2001年随南斯拉夫U-16青年队取得过欧洲锦标赛的冠军，之后也加入了塞尔维亚和黑山U-20国家队。他在2005-06赛季后期脚部曾受过一次伤。2006-07赛季在联赛中拉科维奇取得每场比赛上场20.4分钟、场均13.7分、篮板4.0个、高达64.7的命中率以及作为中锋来说十分精准78.2%的罚球命中率。

## NBA选秀
据NBA选秀报告称，拉科维奇是喜欢接触低位的一类球员，可以在球场上把握住自己的位置，不惧怕高大强壮的防守者，属于彪悍型中锋，他主要的进攻方式是底线上篮、扣篮以及勾手，拥有良好的爆发力和身体素质，进攻防守转换较为迅速，可以发展成为一位不错的角色球员。但拉科维奇的缺点是进攻方式较为单一创造性不够，控球能力较为缺乏，传球能力和意识也不强，一旦被对手包夹防守就会遇到麻烦。
2007年6月28日在2007年NBA选秀中第二轮末位被达拉斯小牛队选中，之后达拉斯小牛队随即用他加上现金补偿和奥兰多魔术交换了雷肖恩·特里。